# Verallgemeinertes Viereck

Ein kleines nicht-triviales verallgemeinertes Viereck: das „Doily“, bis auf Isomorphie das einzige

Verallgemeinertes Viereck ist eine Bezeichnung für bestimmte Inzidenzstrukturen, die insbesondere in der endlichen Geometrie untersucht werden.

## Definition
Eine Inzidenzstruktur {\displaystyle {\mathcal {I}}=({\mathfrak {p}},{\mathfrak {B}},I)} mit einer Inzidenzrelation {\displaystyle I\subseteq {\mathfrak {p}}\times {\mathfrak {B}}} heißt verallgemeinertes Viereck, wenn die folgenden Axiome gelten:
1. Es existiert eine natürliche Zahl {\displaystyle s\geq 1}, sodass jeder Block {\displaystyle b\in {\mathfrak {B}}} genau {\displaystyle s} Punkte enthält – hier werden Blöcke meist als Geraden bezeichnet.
2. Es existiert eine natürliche Zahl {\displaystyle t\geq 1}, sodass durch jeden Punkt {\displaystyle p\in {\mathfrak {p}}} genau {\displaystyle t} Geraden gehen.
3. Durch zwei verschiedene Punkte existiert höchstens eine Gerade.
4. Für jeden Punkt {\displaystyle p}, der nicht auf einer Geraden {\displaystyle g} liegt, existiert genau eine Gerade {\displaystyle h} durch {\displaystyle p}, die {\displaystyle g} schneidet.

Allgemeiner wird auch zugelassen, dass eine der Anzahlen {\displaystyle s,t} in den ersten beiden Axiomen eine feste unendliche Zahl ist.

### Ordnung
Die Anzahl {\displaystyle s=v_{1}} der Punkte auf einer beliebigen Geraden wird zusammen mit der Anzahl {\displaystyle t=b_{1}} der Geraden durch einen beliebigen Punkt zusammengefasst und das Zahlenpaar {\displaystyle (s-1,t-1)} als Ordnung des verallgemeinerten Vierecks bezeichnet. Man schreibt dann auch, das Viereck sei ein {\displaystyle GQ(s-1,t-1)}.

## Eigenschaften
- Falls es mehr als einen Punkt und mehr als eine Gerade gibt, ist die Struktur einfach. Das heißt, zwei Geraden sind genau dann gleich, wenn sie die gleichen Punkte enthalten.
- Die duale Inzidenzstruktur eines {\displaystyle GQ(s-1,t-1)}, die durch Vertauschung der Punkt- mit der Geradenmenge und Umkehrung der Inzidenzrelation entsteht, ist ein {\displaystyle GQ(t-1,s-1)}. Es gilt allgemeiner (da die Aussage auch für unendliche verallgemeinerte Vierecke gilt): Die Klasse aller verallgemeinerten Vierecke ist zu sich selbst dual.
- Auch im Fall {\displaystyle s=t} muss das verallgemeinerte Viereck nicht zu seinem dualen Viereck isomorph sein.
- Jedes endliche verallgemeinerte Viereck erfüllt die Regularitätsbedingungen {\displaystyle (P_{1})} und {\displaystyle (B_{1})} und ist also eine taktische Konfiguration.
- Ist die Anzahl der Punkte {\displaystyle v_{0}\geq 2} und die Anzahl der Geraden {\displaystyle b_{0}\geq 2}, dann existieren Paare von Punkten ohne Verbindungsgeraden, daher ist dann das verallgemeinerte Viereck keine Inzidenzgeometrie und auch kein 2-Blockplan.

### Anzahlen der Punkte und Geraden
Für {\displaystyle s,t\geq 1} gilt:
- Ein {\displaystyle GQ(s-1,t-1)} enthält genau {\displaystyle (s+1)\cdot (st+1)} Punkte.[2]
- Ein {\displaystyle GQ(s-1,t-1)} enthält genau {\displaystyle (t+1)\cdot (st+1)} Geraden.[2]

## Beispiele
- Triviale Beispiele sind:
  - Strukturen mit einer Geraden, die alle {\displaystyle s} Punkte enthält {\displaystyle (GQ(s-1,0))}
  - Dual zu vorigem: Strukturen mit einem Punkt, durch den alle {\displaystyle t} Geraden gehen {\displaystyle (GQ(0,t-1))}
- Das gewöhnliche Viereck (Eckpunkte als Punkte und Seiten als Blöcke) ist das bis auf Isomorphie einzige {\displaystyle GQ(1,1)}, einziges {\displaystyle GQ} mit genau 4 Punkten und isomorph zu seiner dualen Struktur.
- Allgemeiner ist ein quadratisches Gitter ein {\displaystyle GQ(n,1)}.
- Das „Doily“ ist ein {\displaystyle GQ(2,2)}. Es wurde von Payne so benannt,[3] und das in der Einleitung dargestellte Diagramm des Doily wurde als Titelbild der Proceedings[3] gewählt.

### Auf einem Hyperboloid

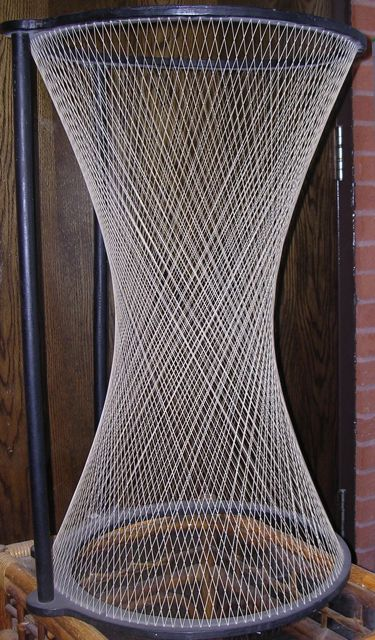
Die Abbildung zeigt ein (affines) einschaliges Hyperboloid mit einigen in dieser Quadrik enthaltenen Geraden, die sich in zwei disjunkte Scharen aufteilen lassen

Auf einem Hyperboloid in einem dreidimensionalen affinen oder projektiven Raum lässt sich folgendermaßen ein verallgemeinertes Viereck erklären: Die Punkte sind die Punkte auf der Hyperboloidfläche, die Geraden sind die ganz im Hyperboloid enthaltenen Geraden. Diese Geraden bilden zwei Scharen, die Geraden einer solchen Schar sind paarweise windschief zueinander. Durch jeden Punkt gehen genau zwei Geraden {\displaystyle (t=2)}.
In einem endlichen projektiven Raum {\displaystyle \mathbb {P} ^{3}(\mathbb {F_{q}} )} über dem endlichen Körper {\displaystyle \mathbb {F_{q}} } enthält jede Gerade {\displaystyle s=q+1} Punkte. Also ist dieses verallgemeinerte Viereck ein {\displaystyle GQ(q,1)}. Es ist isomorph zu einem quadratischen Gitter.